# 木里敦子
木里 敦子（きざと あつこ、1933年?月?日〈昭和8年>?月?日〉- 2000年〈平成12年〉?月?日）は、日本の宗教活動家。本名、久本 敦子（旧姓木里）。
当時注目されていた人気司会者・久本雅美の母として2007年から2008年にかけてネット上で一躍時の人となった。また松重豊に似ていることも話題となった。テレビ司会者・お笑い芸人・自称女優の久本雅美は長女。女優・久本朋子は次女。

## 来歴
徳竹の木里家宗家の娘として父・木里政岩のもとに生まれる。地元新聞の表彰経験もある石工の祖父・弥三吉は日露戦争に出征した経験を持つ、敦子自身も学生時代に太平洋戦争(大東亜戦争)に巻き込まれ、徳島は頻繁に空襲を受ける。卒業後の1953年、徳島県立保育専門学院に入学。親のつてで地元の豪家の息子との結婚も考えられたが、1957年に同じ徳島出身の久本雅弘と見合いで結婚。政岩も雅弘の父・久本友三郎も女形役者であったことで父親同士が意気投合し結婚の後押しとなった。この結婚を機に夫の住む大阪へ移住。翌年、1958年に長女・雅美を出産。以降3人の子供に恵まれた。母として反抗期の娘に真剣に向き合った。1981年に雅美が上京、1985年に朋子が上京、娘2人の上京後は唯一の息子・徹夫妻とともに生活。
雅美と共にテレビ番組にも出演。雅美の東京の家で彼女が1984年に創価学会に入信したことを知る。長女の芸能界入りやトラブルに心を悩ませる中、次女・朋子の熱心な勧誘により聖教新聞を購読を勧められ、1994年11月に創価学会へ入信し、積極的な活動に努めるものの、1996年に余命3ヶ月の宣告を受ける。病魔に侵される間も学会活動に向き合い、この闘病を通して息子夫妻が創価学会に信心するきっかけとなった。余命宣告の4年後の2000年に逝去した。後に娘の雅美は「(母は)信心したことで余命宣告よりはるかに長い4年も生きた」と思うと発言している。2008年に娘の雅美の話題とともに信仰を語る動画が話題となり、一躍時の人となったことで、現在もその名が知られている。唯一、入信していなかった夫は19年後の2019年に逝去した。